# هينا كورتاغيتش
هينا كورتاغيتش (بالصربية: Хена Куртагић؛ من مواليد 27 أغسطس 2004) هي لاعبة كرة طائرة صربية تلعب في مركز ضارب وسط لنادي فيرو فولي ميلانو الإيطالي. حققت مع المنتخب الميدالية الفضية في بطولة أوروبا للكرة الطائرة للسيدات 2023 من بطولة الكرة الطائرة الأوروبية للسيدات.